# کرومو (کلرادو)
کرومو (به انگلیسی: Chromo) یک منطقهٔ مسکونی در ایالات متحده آمریکا است که در شهرستان آرچولتا، کلرادو واقع شده‌است. کرومو ۲٬۲۲۰ متر بالاتر از سطح دریا واقع شده‌است.